# 胡會恩
胡會恩（？—1715年），字孟綸，號南苕，浙江湖州府德清縣人，清朝政治人物。

## 生平
明朝經學家胡友信玄孫。康熙十五年（1676年）丙辰科一甲第二名進士（榜眼）。授翰林院編修，歷官大理寺少卿、內閣學士，升兵部右侍郎，四十一年（1702年）四月改兵部左侍郎，四十八年（1709年）十一月改禮部左侍郎，五十一年（1712年）四月升刑部尚書，五十四年（1715年）十月卒於任。著有《清芬堂存稿》八卷及《賡揚集》等。